# Epikopais mystax
Epikopais mystax är en kräftdjursart som beskrevs av Kelly L. Merrin 2009. Epikopais mystax ingår i släktet Epikopais och familjen Munnopsidae. Inga underarter finns listade i Catalogue of Life.